# 短月蘚
短月蘚（学名：Brachymenium nepalense）为真蘚科短月蘚屬下的一个种。